# Wajima, Ishikawa
Wajima (輪島市 (Luân Đảo thị) Wajima-shi) là thành phố thuộc tỉnh Ishikawa của Nhật Bản. Tính đến ngày 1 tháng 10 năm 2020, dân số ước tính thành phố là 24.608 người và mật độ dân số là 58 người/km2. Tổng diện tích thành phố là 426,32 km2.

## Địa lý

### Khí hậu
| Dữ liệu khí hậu của Wajima, Ishikawa     | Dữ liệu khí hậu của Wajima, Ishikawa | Dữ liệu khí hậu của Wajima, Ishikawa | Dữ liệu khí hậu của Wajima, Ishikawa | Dữ liệu khí hậu của Wajima, Ishikawa | Dữ liệu khí hậu của Wajima, Ishikawa | Dữ liệu khí hậu của Wajima, Ishikawa | Dữ liệu khí hậu của Wajima, Ishikawa | Dữ liệu khí hậu của Wajima, Ishikawa | Dữ liệu khí hậu của Wajima, Ishikawa | Dữ liệu khí hậu của Wajima, Ishikawa | Dữ liệu khí hậu của Wajima, Ishikawa | Dữ liệu khí hậu của Wajima, Ishikawa | Dữ liệu khí hậu của Wajima, Ishikawa |
| Tháng                                    | 1                                    | 2                                    | 3                                    | 4                                    | 5                                    | 6                                    | 7                                    | 8                                    | 9                                    | 10                                   | 11                                   | 12                                   | Năm                                  |
| ---------------------------------------- | ------------------------------------ | ------------------------------------ | ------------------------------------ | ------------------------------------ | ------------------------------------ | ------------------------------------ | ------------------------------------ | ------------------------------------ | ------------------------------------ | ------------------------------------ | ------------------------------------ | ------------------------------------ | ------------------------------------ |
| Cao kỉ lục °C (°F)                       | 17.1 (62.8)                          | 22.8 (73.0)                          | 24.1 (75.4)                          | 29.0 (84.2)                          | 32.5 (90.5)                          | 32.8 (91.0)                          | 38.2 (100.8)                         | 37.5 (99.5)                          | 38.6 (101.5)                         | 31.6 (88.9)                          | 26.5 (79.7)                          | 21.5 (70.7)                          | 38.6 (101.5)                         |
| Trung bình ngày tối đa °C (°F)           | 6.4 (43.5)                           | 7.0 (44.6)                           | 10.5 (50.9)                          | 16.0 (60.8)                          | 20.9 (69.6)                          | 24.0 (75.2)                          | 28.2 (82.8)                          | 30.1 (86.2)                          | 26.3 (79.3)                          | 21.0 (69.8)                          | 15.1 (59.2)                          | 9.4 (48.9)                           | 17.9 (64.2)                          |
| Trung bình ngày °C (°F)                  | 3.3 (37.9)                           | 3.4 (38.1)                           | 6.1 (43.0)                           | 11.1 (52.0)                          | 16.1 (61.0)                          | 20.0 (68.0)                          | 24.4 (75.9)                          | 25.9 (78.6)                          | 22.0 (71.6)                          | 16.3 (61.3)                          | 10.8 (51.4)                          | 5.9 (42.6)                           | 13.8 (56.8)                          |
| Tối thiểu trung bình ngày °C (°F)        | 0.4 (32.7)                           | 0.0 (32.0)                           | 1.7 (35.1)                           | 6.0 (42.8)                           | 11.4 (52.5)                          | 16.3 (61.3)                          | 21.2 (70.2)                          | 22.2 (72.0)                          | 18.1 (64.6)                          | 11.9 (53.4)                          | 6.7 (44.1)                           | 2.5 (36.5)                           | 9.9 (49.8)                           |
| Thấp kỉ lục °C (°F)                      | −10.4 (13.3)                         | −10.2 (13.6)                         | −7.3 (18.9)                          | −4.0 (24.8)                          | 0.4 (32.7)                           | 7.1 (44.8)                           | 10.3 (50.5)                          | 13.0 (55.4)                          | 6.8 (44.2)                           | 1.5 (34.7)                           | −1.4 (29.5)                          | −6.5 (20.3)                          | −10.4 (13.3)                         |
| Lượng Giáng thủy trung bình mm (inches)  | 219.2 (8.63)                         | 139.6 (5.50)                         | 138.6 (5.46)                         | 121.6 (4.79)                         | 115.6 (4.55)                         | 155.8 (6.13)                         | 199.6 (7.86)                         | 176.8 (6.96)                         | 214.5 (8.44)                         | 171.1 (6.74)                         | 231.5 (9.11)                         | 278.4 (10.96)                        | 2.162,3 (85.13)                      |
| Lượng tuyết rơi trung bình cm (inches)   | 54 (21)                              | 42 (17)                              | 8 (3.1)                              | 0 (0)                                | 0 (0)                                | 0 (0)                                | 0 (0)                                | 0 (0)                                | 0 (0)                                | 0 (0)                                | 0 (0)                                | 18 (7.1)                             | 121 (48)                             |
| Số ngày giáng thủy trung bình (≥ 1.0 mm) | 23.1                                 | 17.8                                 | 15.5                                 | 10.9                                 | 9.9                                  | 9.7                                  | 11.5                                 | 9.4                                  | 12.2                                 | 12.8                                 | 17.3                                 | 22.3                                 | 172.4                                |
| Số ngày tuyết rơi trung bình (≥ 3 cm)    | 5.8                                  | 4.8                                  | 1.1                                  | 0                                    | 0                                    | 0                                    | 0                                    | 0                                    | 0                                    | 0                                    | 0                                    | 2.6                                  | 14.3                                 |
| Độ ẩm tương đối trung bình (%)           | 74                                   | 73                                   | 70                                   | 70                                   | 72                                   | 79                                   | 81                                   | 79                                   | 79                                   | 76                                   | 75                                   | 75                                   | 75                                   |
| Số giờ nắng trung bình tháng             | 41.8                                 | 68.7                                 | 132.2                                | 185.8                                | 208.7                                | 161.5                                | 158.3                                | 203.2                                | 142.8                                | 139.3                                | 89.7                                 | 47.9                                 | 1.580,1                              |
| Nguồn: Cục Khí tượng Nhật Bản            |                                      |                                      |                                      |                                      |                                      |                                      |                                      |                                      |                                      |                                      |                                      |                                      |                                      |